# Chartres (islas Malvinas)
Chartres es uno de los principales asentamientos en la isla Gran Malvina, en las islas Malvinas. Se encuentra en la costa oeste de la isla, en la desembocadura del río Chartres, en la orilla oriental de la bahía 9 de Julio a 8 m s. n. m. Uno de los dos únicos caminos adecuados en Gran Malvina corre entre Chartres y Puerto Mitre. El asentamiento Pequeño Chartres se encuentra cerca de aquí.
En este asentamiento nació el granjero, político y miembro de la Asamblea Legislativa de las Islas Malvinas por el Camp entre 2009 y 2011, Bill Luxton.